# Gingri
Gingri är en bebyggelse i Borås kommun och den tidigare kyrkbyn i Gingri socken, ett litet före detta brukssamhälle 1,5 mil norr om Borås. Orten var av SCB klassad som en småort till 2020, då den klassades som sammanbyggd med Fristad och en del av den tätorten
Fram till början av 1970-talet fanns Sveriges enda spetsfabrik här. Fram till 2010, då man flyttade verksamheten till Göteborgs remfabrik i Göteborg, fanns det i fabriksbyggnaden ett litet museum, med ett par maskiner igång för spets till försäljning.